# Presse québécoise du 18e

Cet article présente un tableau de la presse québécoise du XVIIIe siècle. 
La presse est inexistante durant toute l'histoire de la Nouvelle-France. C'est à la suite de la cession du Canada par la signature du Traité de Paris de 1763 que les premières presses sont importées.
| Titre                                                                     | Devise | Lieu     | Fondateur(s)                       | Périodicité  | Durée |
| ------------------------------------------------------------------------- | ------ | -------- | ---------------------------------- | ------------ | --- |
| The Quebec Gazette/La Gazette de Québec                                   |        | Québec   | William Brown et Thomas Gilmore    | hebdomadaire | 21 juin 1764 au 30 octobre 1874 (fusionne avec le Morning Chronicle et devient le Quebec Chronicle and Quebec Gazette) |
| La Gazette du commerce et littéraire pour la Ville & District de Montréal |        | Montréal | Fleury Mesplet                     | hebdomadaire | 3 juin 1778 au 2 juin 1779, 22 numéros (Fleury Mesplet est arrêté et emprisonné)                                       |
| La Gazette de Montréal/The Montreal Gazette                               |        | Montréal | Fleury Mesplet                     |              | 25 août 1785 à aujourd'hui                                                                                             |
| Le Courier de Québec ou héraut francois                                   |        | Québec   | William Moore                      | hebdomadaire | 24 novembre 1788 au 8 décembre 1788                                                                                    |
| Quebec Herald and Universal Miscellany                                    |        | Québec   | William Moore                      | hebdomadaire | 24 novembre 1788 au 23 juillet 1792                                                                                    |
| Le Magasin de Quebec/ The Quebec Magazine                                 |        | Québec   | Samuel Neilson                     | mensuel      | août 1792 à février 1794                                                                                               |
| Le Cours du tems/ The Times                                               |        | Québec   | John Jones et William Vondenvelden | hebdomadaire | 24 juin 1794 au 25 juin 1795                                                                                           |